# الخاندرو کنیگ
الخاندرو کنیگ (انگلیسی: Alejandro Kenig؛ زادهٔ ۳۱ ژانویهٔ ۱۹۶۹) بازیکن فوتبال اهل آرژانتین است.
از باشگاه‌هایی که در آن بازی کرده‌است می‌توان به باشگاه فوتبال مکابی تل آویو و باشگاه ورزشی دیپورتیوو کالی اشاره کرد.